# Старая Рудка
 Старая Рудка — село в Шарангском районе Нижегородской области. Административный центр  Старорудкинского сельсовета .

## География
Расположено на расстоянии примерно 21 км на юг от районного центра поселка Шаранга.

## История
Упоминается с 1891 года. В 1905 году здесь (починок Ожигановский или Старая Рудка ) было учтено дворов 34 и жителей 221, в 1926 (уже село Старая Рудка) 60 и 316, в 1950 74 и 304. Богоявленская деревянная церковь была построена в 1902-1905 годах.

## Население
Постоянное население составляло 395 человек (русские 98%) в 2002 году, 354 в 2010.